# Талаа
Талаа (кирг. Талаа) — село в Кара-Сууском районе Ошской области Кыргызстана. Входит в состав Кызыл-Сууского айылного аймака.

## География
Село расположено в северо-западной части области, на правом берегу реки Куршаб, на расстоянии приблизительно 43 километров (по прямой) к юго-востоку от города Кара-Суу, административного центра района. Абсолютная высота — 1411 метров над уровнем моря.

## Население
Согласно оценочным данным Национального статистического комитета Кыргызской Республики, численность населения села на начало 2023 года составляла 2296 человек.
| год     | 2009 | 2014 | 2015 | 2020 | 2021 | 2023 |
| ------- | ---- | ---- | ---- | ---- | ---- | ---- |
| человек | 1809 | 1239 | 2091 | 2098 | 2185 | 2296 |